# Põgari-Sassi
Koordinaten: 58° 48′ N, 23° 31′ O
Põgari-Sassi ist ein Dorf (estnisch küla) in der Stadtgemeinde Haapsalu (bis 2017: Landgemeinde Ridala) im Kreis Lääne in Estland.

## Einwohnerschaft, Lage und Geschichte

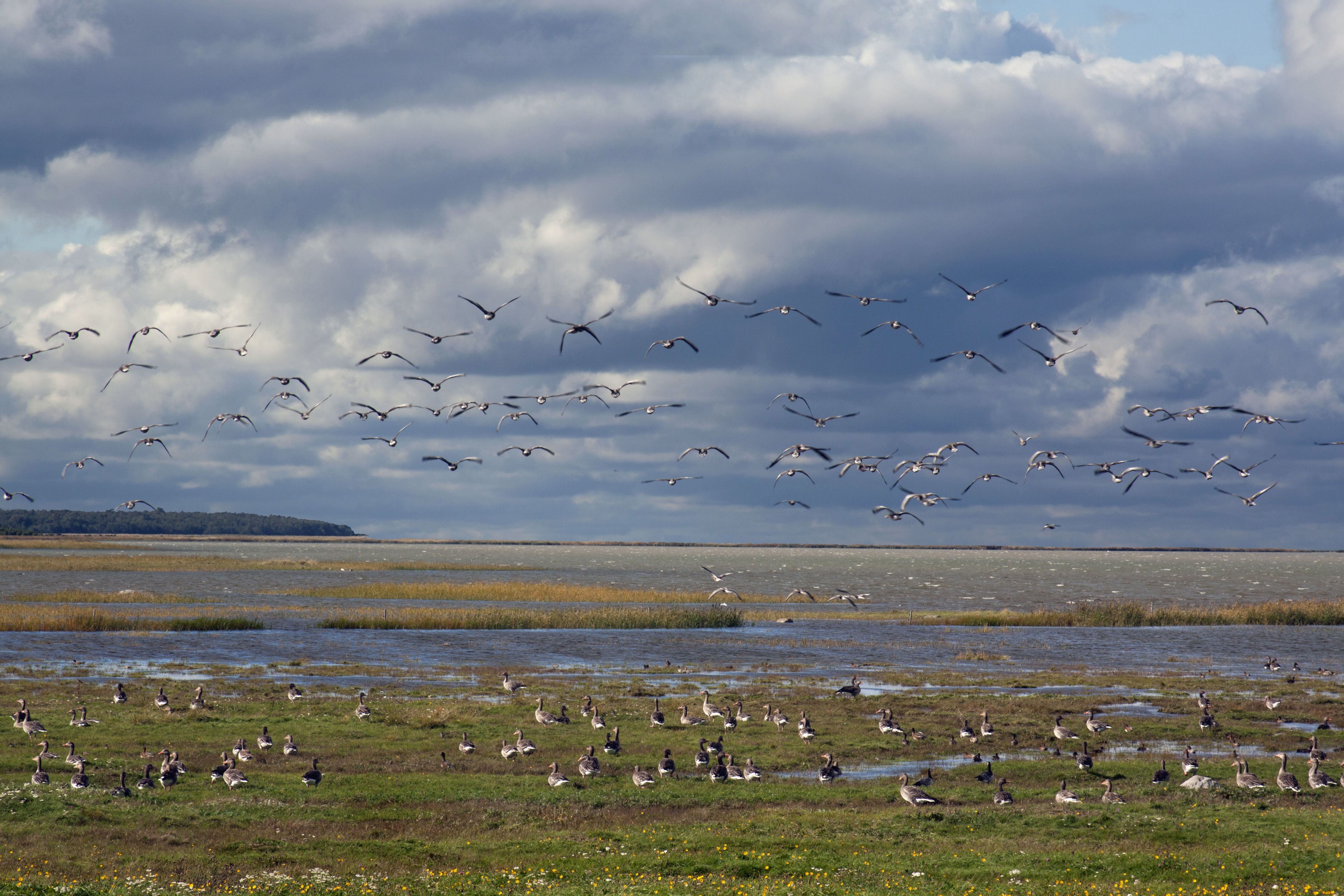
Vögel auf der Halbinsel Sassi

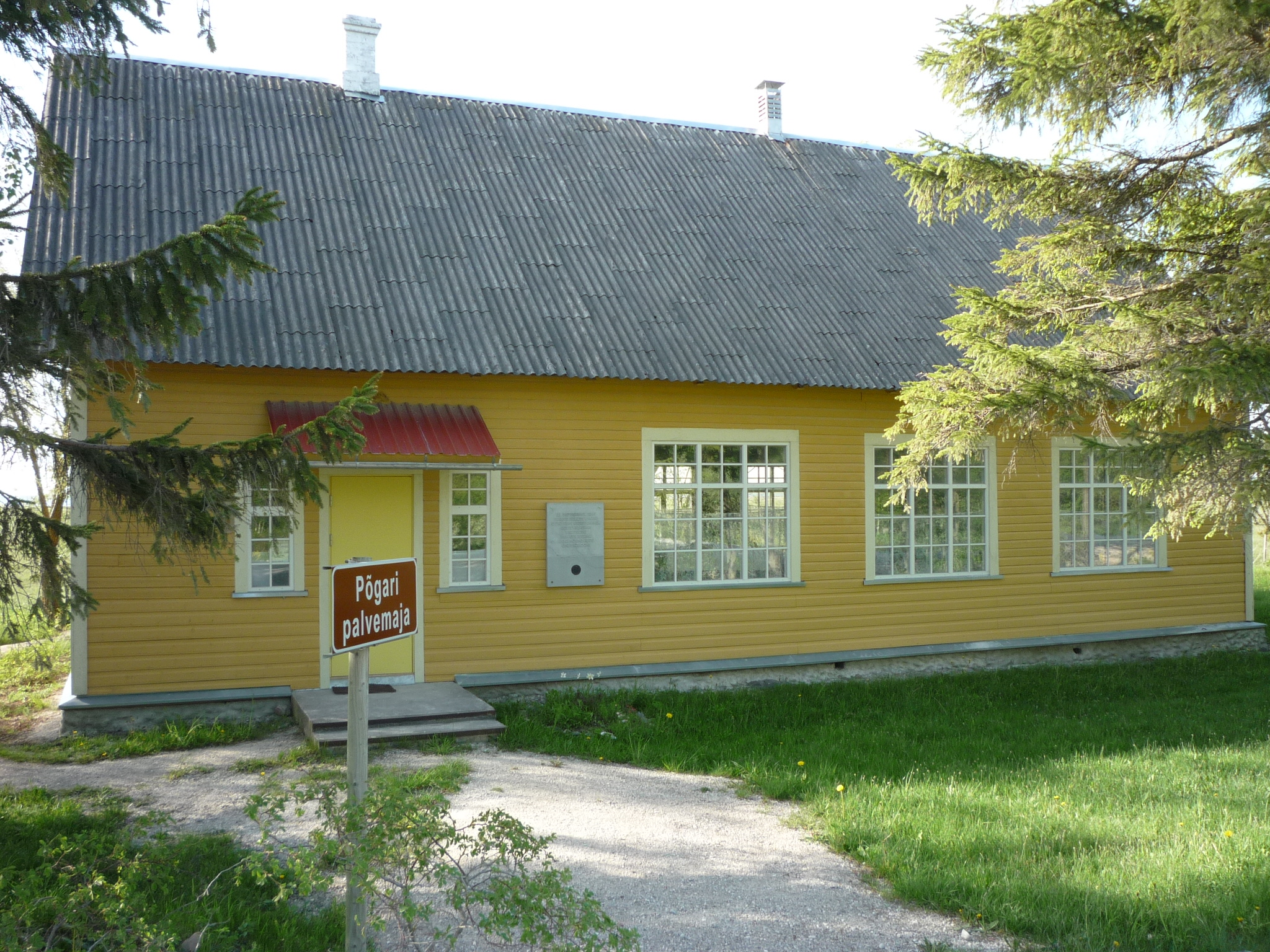
Bethaus des Ortes

Der Ort hat dreizehn Einwohner (Stand 31. Dezember 2011). Er liegt im Nordwesten der Halbinsel Puise.
Nördlich des Dorfkerns erstreckt sich die Halbinsel Sassi (Sassi poolsaar). An sie schließt sich die Insel Tauksi an. Östlich davon liegt die Bucht von Topu (Topu laht).
Neben Tauksi gehören zu dem Gebiet des Ortes zahlreiche weitere kleine Inseln. Die größten sind Liialaid, Sõmeri, Porgi, Suurrahu, Roograhu, Kuivarahu, Suur-Härjamaa und Väike-Härjamaa.
Im Bethaus von Põgari-Sassi fand am 22. September 1944 die letzte Sitzung der estnischen Regierung vor der (zweiten) sowjetischen Besetzung des Landes statt. Anschließend flohen zahlreiche Mitglieder über die Ostsee ins schwedische Exil.